# Seznam zdravilnih rastlin
Seznam zdravilnih rastlin.

## A
- Allium sativum (česen) - Alii sativi bulbus (čebulica česna)

## C
- Cucurbita pepo (buča) - Cucurbitae semen (seme buče)
- Crataegus laevigata (navadni glog) - Crataegi folium cum flores (listi in cvetovi gloga)
- Crataegus monogyna  (enovrati glog) - Crataegi folium cum flores (listi in cvetovi gloga)

## H
- Heracleum sp. (Dežen) - listi dežna

## K
Kamilica